# (10093) Diesel
(10093) Diesel ist ein Asteroid des Hauptgürtels, der am 18. November 1990 vom belgischen Astronomen Eric Walter Elst am La-Silla-Observatorium (IAU-Code 809) der Europäischen Südsternwarte in Chile entdeckt wurde.
Der Asteroid ist Teil der Vesta-Familie, einer großen Gruppe von Asteroiden, benannt nach (4) Vesta, dem zweitgrößten Asteroiden und drittgrößten Himmelskörper des Hauptgürtels.
Der Asteroid wurde am 28. Juli 1999 nach dem deutschen Ingenieur Rudolf Diesel (1858–1913) benannt, dem Erfinder des nach ihm benannten Dieselmotors.